# Andrea Domburg
Andrea Domburg (Amsterdam, 21 april 1923 – Amstelveen, 23 juli 1997) was een Nederlandse actrice.
Domburg kwam bij het toneel via het cabaret van Cor Ruys. Haar eerste gezelschap was het Rotterdams Toneel (1951–1954). Daarna speelde zij bij diverse -meestal grote- gezelschappen allerlei rollen, van klassiek tot modern.
In 1959 ontving zij de zilveren medaille van de Vereniging van Nederlandse schouwburgdirecties. In 1960 en 1963 werd zij geëerd met de zilveren Bouwmeesterpenning. In 1968 ontving Domburg de Theo d'Or voor haar rol in Kooien en in 1989 nogmaals voor haar rol in de eenakter Nocturne.
Zij heeft vele jaren in Frankrijk gewoond met echtgenoot schilder en jazzmusicus Ferdi Posthuma de Boer (1930-1995). In die periode speelde ze hoofdzakelijk rollen voor televisie en film en stond zij niet op het toneel.
Domburg overleed op 74-jarige leeftijd en ligt begraven op Zorgvlied.
Domburg was de schoonzus van Rijk de Gooyer.

## Filmografie
- Kleren maken de man (1957)
- Jenny (1958)
- Spy in the Sky! (1958)
- Fanfare (1958)
- Zesde etage (1961)
- Kermis in de regen (1962)
- Als twee druppels water (1963, stem)
- Marguerite Gautier (1963)
- De minnaar (1965)
- Lichaam en ziel 2 (1967)
- De blanke slavin (1969)
- Karakter (1971, televisieserie)
- Kunt u mij de weg naar Hamelen vertellen, mijnheer? (1972, televisieserie)
- VD (1972)
- Een mens van goede wil (1973, televisieserie)
- Keetje Tippel (1975)
- Mens erger je niet (1975)
- Oorlogswinter (1975, televisieserie)
- Van oude mensen, de dingen die voorbij gaan (1975, televisieserie)
- Verlies (1976)
- Centraal station (1977)
- Soldaat van Oranje (1977, als Koningin Wilhelmina)
- Kort Amerikaans (1979)
- Voorbij, voorbij (1979, televisie)
- De Fabriek (1981-1982) (Mevrouw van Gorkom)
- De Stille Oceaan (1984)
- De kip en het ei (1985-1987) (Florrie)
- Het gezin van Paemel (1986)
- Wilde harten (1989)
- De wandelaar (1989)
- Baantjer (1995)
- Disney Doornroosje stem flora (1996)

Postuum
- Soldaat van Oranje televisieversie (2002), waarin zij op archiefmateriaal te zien was.

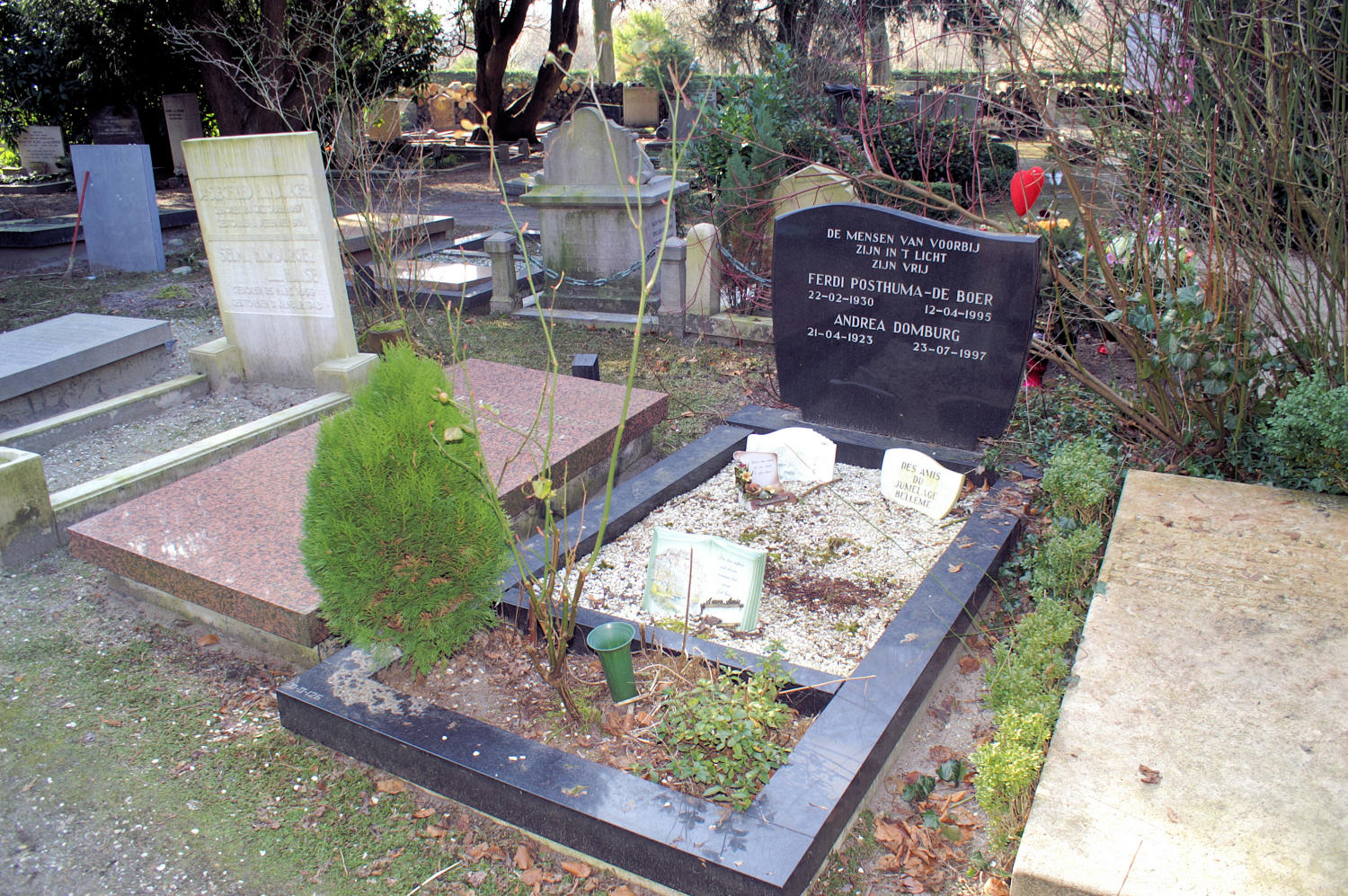
Het graf van Andrea Domburg op begraafplaats Zorgvlied